# 通古拉瓦省
通古拉瓦省（西班牙語：Provincia del Tungurahua），是厄瓜多爾中部的一個省。面積3,334平方公里，2001年人口441,034人。首府安巴托。
1860年建省，下分九市。得名於同名的火山。